# كلوديا راميريز
كلوديا راميريز (بالإسبانية: Claudia Ramírez)‏ هي ممثلة مكسيكية، ولدت في 30 يوليو 1964 في المكسيك.

## أعمال

### أفلام
- (1984) كثيب

## وصلات خارجية
- كلوديا راميريز على موقع IMDb (الإنجليزية)
- كلوديا راميريز على موقع قاعدة بيانات الفيلم (الإنجليزية)